# Ashley Judd
Ashley Judd (născută ca Ashley Tyler Ciminella, n. 19 aprilie 1968, Granada Hills⁠(d), California, SUA) este o  actriță americană și activistă politic. A crescut într-o familie de artiști: este fiica cântăreței de muzică country Naomi Judd și sora vitregă a lui Wynonna Judd. Cariera ei actoricească are peste trei decenii și s-a implicat tot mai mult în eforturile umanitare globale și în activismul politic.
Judd a jucat în mai multe filme care au fost bine primite, precum și în filme care au avut succes la box-office, printre care: Ruby in Paradise (1993), Obsesia  (1995), Norma Jean & Marilyn (1996), Vremea răzbunării (1996), Kiss the Girls (1997), Double Jeopardy (1999), Where the Heart Is (2000), Frida (2002), High Crimes (2002), De-Lovely (2004), Omul cu gândacii (2006), Dolphin Tale (2011), Cod Roșu la Casa Albă (2013), Divergent (2014), Big Stone Gap (2014), Barry (2016) sau A Dog's Way Home (2019). A jucat în rolul Rebecăi Winstone în serialul de televiziune Missing din 2012, pentru care a fost nominalizată la Premiul Emmy pentru cea mai bună actriță principală într-o miniserie sau film TV. A apărut în Star Trek: Generația următoare în episoade ca „Darmok”  sau „Jocul”.